# Niê Thuật
Niê Thuật hay  Y Thuật Niê (sinh ngày 8 tháng 5 năm 1956), người Ê Đê, là đại biểu Quốc hội Việt Nam khóa 13, thuộc đoàn đại biểu Đắk Lắk.

## Tiểu sử
Niê Thuật sinh ngày 8 tháng 5 năm 1956, người dân tộc Ê Đê, không theo tôn giáo nào, quê quán ở xã Cư Drăm, huyện Krông Bông, tỉnh Đắk Lắk.
Ông có trình độ cao cấp quân sự và bằng cao cấp lý luận chính trị.
Ông gia nhập Đảng Cộng sản Việt Nam vào ngày 10/7/1981.
Ông là Đại biểu Hội đồng nhân dân tỉnh Đắk Lắk khóa 6, 7, 8.
Năm 2001 ông là thường vụ tỉnh uỷ, chỉ huy trưởng bộ chỉ huy quân sự tỉnh Daklak. Kế nhiệm là Đại tá Lê Chiêm F trưởng F2
Năm 2004 Được bầu làm phó bí thư Tỉnh ủy Dak Lak.
Ông từng là Đại biểu Quốc hội Việt Nam khóa 12, khóa 13 tỉnh Đắk Lắk.
Ủy viên Ban chấp hành Trung ương Đảng Cộng sản Việt Nam 3 khóa 9-10-11(2001-2016)
Bí thư Tỉnh ủy (2005-2015) Daklak, Chủ tịch Hội đồng nhân dân tỉnh, Trưởng Đoàn đại biểu Quốc hội tỉnh Đắk Lắk khóa 13, Ủy viên Ủy ban Quốc phòng và An ninh của Quốc hội khóa 13.
Tháng 9 năm 2015, khi đang làm Bí thư Tỉnh ủy Đắk Lắk thì ông được Ban Chấp hành Trung ương Đảng Cộng sản Việt Nam điều động giữ chức vụ Phó trưởng Ban Chỉ đạo Tây nguyên Việt Nam thuộc Trung ương Đảng Cộng sản Việt Nam.